# シャープ
シャープ株式会社（英: SHARP CORPORATION）は、台湾の鴻海精密工業（フォックスコン）の子会社、日本の電気機器メーカー。 大阪府堺市に本社を置く。日経平均株価の構成銘柄の一つ。
1912年、早川徳次が東京市本所区松井町（現・東京都江東区新大橋）に金属加工業を設立する。関東大震災により工場を消失後、1924年に大阪府東成郡田辺町（現・大阪府大阪市阿倍野区）に早川金属工業研究所を設立する。1935年に改組し、株式会社早川金属工業研究所を設立し、1936年に早川金属工業株式会社、1942年に早川電機工業株式会社、1970年にブランドとして使われていたシャープ株式会社に社名変更する。2016年に大阪府堺市堺区匠町に本社移転した。
旧三和銀行（現三菱UFJ銀行）の融資系列から構成される三和グループに属している。ただし、三水会とその後身社長会である水曜会には加盟しているが、歴史的関係からみどり会には未加盟である。

## 歴史
- 1912年 - 早川徳次が東京で創業した。徳尾錠というベルトのバックルの発明が始まりである[6]。
- 1915年 - 金属製繰出鉛筆（早川式繰出鉛筆）を発明。販売開始後、商品名をエバー・レディ・シャープ・ペンシルに変えた。アメリカで爆発的にヒット。現在の社名はこれに由来する[6]。
- 1923年 - 関東大震災によりシャープペンシル工場を焼失。早川は家族もすべて失い、大阪へ移り再起を図った。明治時代、明治政府から藩債処分の影響で大打撃を与えられた大阪市であったが当時は経済的にも回復していた。
- 1925年 - 鉱石ラジオをシャープの名前で発売。戦前の主力商品となる。
- 戦後、総合家電では松下電器産業やソニーが台頭し、営業・販売力においてこの2社に圧倒的な差を付けられていた上、シャープ製のテレビ（ブラウン管はアメリカ等海外製）が突然発火して大火事になった事件などもあり、低迷の時代が続く。
- 1962年 - 日本の家電企業で初めて家庭向け量産型の電子レンジを発売（当初は業務用）。1966年には世界初のターンテーブル方式の電子レンジを開発する。
- 1963年 - 太陽電池の量産を開始。なお、一般の電池（乾電池、二次電池など）は生産していない。
- 1964年 - オールトランジスタダイオードによる電子式卓上計算機（世界初）を開発。その後のカシオなどとの電卓戦争の中で、表示部品としての液晶技術の開発を始め、1973年、液晶を表示装置に使ったCMOS電卓（世界初）を開発。この経験から「液晶のシャープ」と呼ばれる事につながっている。
- 1970年1月1日 - 社名をシャープ株式会社に変更。シンボルマークをリニューアル。なお、早川電機時代のシンボルマーク（楕円形にSharp）は社名変更後も正式な社章として引き継がれた。
- 2016年
  - 4月2日 - 台湾に本拠を置く鴻海精密工業が3分の2弱の株式を取得し子会社となる[7]。
  - 7月1日 - 長年本社であった大阪市阿倍野区から、工場がある堺市堺区へ本社を移転した[8][9]。シャープ旧本社ビル(現在は解体)

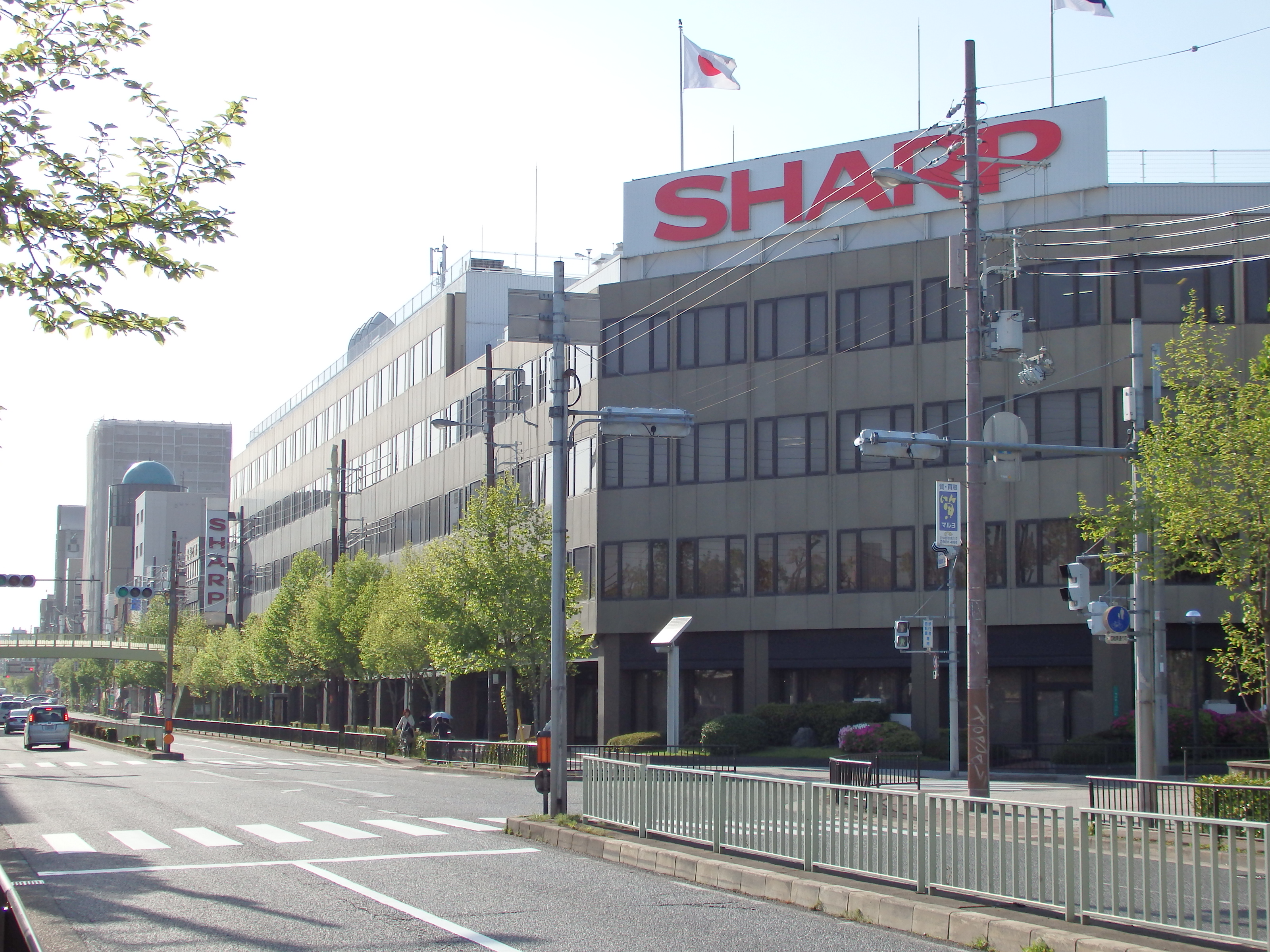
シャープ旧本社ビル(現在は解体)

- 他にシャープが得意とする製品としてはファクシミリ、パソコン並みにモデルチェンジをする電子辞書、電子レンジ、近年ではコピーなどの複合機、カシオと競い合う電卓、更に液晶テレビAQUOS、そこから発展したAQUOS携帯電話などユニークな製品がラインナップされている。
- さらに、2009年からはLED電球の発売により家庭用照明事業にも参入している。
- なお、液晶事業への投資増もあり、半導体事業はCCDなどのイメージセンサーや画像処理LSI、液晶駆動用LSIなどに集約されている。
- 近年では、恐らく日本の家電メーカー中では最も「バイオミメティクス」の導入に熱心である。シャープ自身では「ネイチャーテクノロジー」と呼称している（これはシャープによる登録商標）。
- 2017年
  - 12月1日 - 世界初の8K液晶テレビ、"Aquos 8K"発売。
  - 12月7日 - 東京証券取引所1部に復帰。
- 2020年
  - 3月 - 新型コロナウイルス感染症 (2019年)等に伴うマスクの不足に対する対応として、月内に三重工場でマスクの生産を開始する[10]。
- 2024年
  - 5月 - テレビ向け液晶パネルの生産を年内で停止する事を発表[11]。併せて中小型液晶パネルについても生産の縮小を行う。
  - 6月 - 株主総会の前日、呉柏勲社長兼CEOの交代が発表された[12]。後任には沖津雅浩副社長が昇格した[12]。また、親会社である鴻海精密工業の劉揚偉会長が会長に就任した[12]。

## 経営理念・経営信条
以下はシャープ公式サイト掲載の「経営理念/経営信条」 を主に参照している。
シャープ（株）を始め関係会社の朝礼で経営信条の唱和が行われていた。

### 経営理念
- いたずらに規模のみを追わず、誠意と独自の技術をもって広く世界の文化と福祉の向上に貢献する。
- 会社に働く人々の能力開発と生活福祉の向上に努め、会社の発展と一人一人の幸せとの一致をはかる。
- 株主、取引先をはじめ、全ての協力者との相互繁栄を期す。

### 経営信条[14]
- 二意専心　誠意と創意
  - この二意に溢れる仕事こそ、人々に心からの満足と喜びをもたらし真に社会への貢献となる。
- 誠意は人の道なり、すべての仕事にまごころを
- 和は力なり、共に信じて結束を
- 礼儀は美なり、互いに感謝と尊敬を
- 創意は進歩なり、常に工夫と改善を
- 勇気は生き甲斐の源なり、進んで取り組め困難に

## 歴代社長
- 初代社長（1912-1970） 早川徳次
- 2代目社長（1970-1986）佐伯旭
- 3代目社長（1986-1998）辻晴雄
- 4代目社長（1998-2007）町田勝彦
- 5代目社長（2007-2012）片山幹雄
- 6代目社長（2012-2013）奥田隆司
- 7代目社長（2013-2016）高橋興三
- 8代目社長（2016-2020）戴正呉
- 9代目社長（2020-2022）野村勝明
- 10代目社長（2022-2024）呉柏勲
- 11代目社長（2024-）沖津雅浩[15]

## 沿革
以下は主に「シャープ100年史」を参考に記述。
- 1912年（大正元年）9月15日 - 東京府東京市本所区松井町（現・東京都江東区新大橋）において、創業者の早川徳次が金属加工業を創業。「徳尾錠」の製作販売を開始[16]。資本金50円、3人でスタート[16]。
- 1924年（大正13年）9月 - 前年（大正12年）にあった関東大震災で家族を亡くして、工場が全焼した影響から、大阪府東成郡田辺町大字猿山（現・大阪市阿倍野区長池町）に本社を移転、早川金属工業研究所を設立。
- 1925年（大正14年） - 国産第1号鉱石ラジオ受信機の組み立てに成功し、量産・販売を開始（価格3円50銭[16]）。同時にラジオ部品も販売[16]。
- 1929年（昭和4年） - 交流式真空管ラジオを発売。
- 1931年（昭和6年） - 電波研究室を設置、テレビ研究に着手[16]。
- 1934年（昭和9年） - 平野工場を建設。
- 1935年（昭和10年）5月1日 - 株式会社早川金属工業研究所を設立、法人組織となる。資本金30万円。
- 1936年（昭和11年） - 早川金属工業株式会社に社名変更。
- 1941年（昭和16年） - 陸軍航空本部監督工場となる[16]。押しボタン選局式の5球スーパーラジオ SB-500 を発売[16]。
- 1942年（昭和17年） - 早川電機工業株式会社に社名変更。短波・超短波の研究のため新研究所を設立[16]。航空無線機の生産開始[16]。ライトハウス戦傷失明者工場を分工場にする[16]。
- 1944年（昭和19年） - 軍需会社に指定される[16]。海軍監督工場に再指定される[16]。
- 1946年（昭和21年） - 特別経理会社に指定される。
- 1949年（昭和24年） - 特別経理会社の指定を解除される。大阪証券取引所に株式を上場。
- 1950年（昭和25年） - 失明者工場を法人化、合資会社特選金属工場（現 シャープ特選工業株式会社）を設立。
- 1951年（昭和26年） - テレビの試作に成功。
- 1952年（昭和27年） - RCAとテレビで技術提携。
- 1953年（昭和28年） - 国産第1号のテレビ TV3-14T の量産・販売を開始（価格17万5000円[16]）。
- 1954年（昭和29年） - 共働きや身体障害者家庭の子供を預るために早川徳次社長が本社近くに育徳園保育所を開設。
- 1956年（昭和31年） - 本社社屋を竣工。
- 1959年（昭和34年） - 八尾工場を建設。
- 1960年（昭和35年） - 大和郡山工場（現 奈良工場）を建設。
- 1962年（昭和37年） - 国内初の家庭向け量産電子レンジ R-10 を発売（価格54万円[16]）。
- 1964年（昭和39年） - 世界初のオールトランジスタ電卓「コンペット」 CS-10A を発売（価格535,000円[16]）。
- 1966年（昭和41年） - 国産初のターンテーブル式家庭用電子レンジ R-600 を発売（価格198,000円[16]）。
- 1967年（昭和42年） - 広島工場を建設。
- 1968年（昭和43年） - 栃木工場を建設。
- 1970年（昭和45年） - シャープ株式会社に商号変更（1月1日）。奈良県天理市に総合開発センター竣工。
- 1970年代から韓国のサムスン電子へシャープの液晶や半導体の技術供与を始める[17]。
- 1979年（昭和54年） - 日本語ワードプロセッサ「書院」 WD-3000 を発売（価格295万円[16]）。
- 1981年（昭和56年） - 新庄工場（現 葛城工場）を建設。奈良県天理市に「シャープミュージアム」を建設[18]。
- 1983年（昭和58年） - 480x128ドットの液晶ディスプレイユニットLM-48001G発売(外径寸法290x110x18ミリ、表示面237x70.5ミリ)、サンプル価格80,000円[19]。
- 1985年（昭和60年） - 福山工場を建設。
- 1992年（平成4年）　-ハイビジョンテレビ36CSE-1（簡易MUSEデコーダー内蔵）を発売（当時100万円で販売）。
- 1995年（平成7年） - 三重工場が稼動し、液晶を量産。業界初のパーソナル液晶テレビ「ウインドウ」を発売。
- 2001年（平成13年） - 液晶テレビ「AQUOS」第1号機（LC-20C1／15C1／13C1）を発売。
- 2002年（平成14年） - 三原工場が稼動を開始。
- 2004年（平成16年） - 亀山工場が稼動を開始。ヘルシオ発売。後に万年シェア2位だったオーブンレンジではシェアトップとなる。
- 2009年（平成21年） - 堺工場が稼働を開始。
- 2011年（平成23年） - 公式Twitterを開設。
- 2012年（平成24年） - 酸化物半導体（IGZO）を採用した液晶パネルの量産を開始。
- 2016年（平成28年） - ロボット型携帯電話、ロボホン発売。
- 2016年（平成28年） - 台湾の鴻海（ホンハイ）精密工業及び関連企業が3分の2弱の株式を取得し子会社化。本社を大阪市阿倍野区長池町から堺工場へ移転。債務超過により、東証1部より2部へ指定替え（事実上の降格）[20]（翌年12月、東証1部に復帰）。創業以来初の社外から社長（鴻海グループ副総裁の戴正呉）が就任。
- 2016年（平成28年） - コーポレートスローガンとして「Be Original.（ビー・オリジナル）」を制定[21]。
- 2017年（平成29年） - 売却により旧本社ビルの解体工事が開始。
- 2017年（平成29年）11月14日 - SIO International Holdings Limitedが保有株式の内540万を、大和証券グループの大和PIパートナーズ株式会社に譲渡すると発表
- 2018年（平成30年）10月1日 - 東芝より東芝クライアントソリューションの株式の80.1%を取得し連結子会社化[22]。2019年1月1日付でDynabookに社名変更[23]。
- 2019年（令和元年）9月25日 - 白物家電の生産拠点だった八尾事業所の製造ライン停止（研究開発拠点に移行）[24]。
- 2020年（令和2年）10月1日 - ディスプレイデバイスカンパニーを「シャープディスプレイテクノロジー」として分社化[25]。
- 2020年（令和2年）11月1日 - 日本電気よりNECディスプレイソリューションズの株式の66%を取得し[26][27]、「シャープNECディスプレイソリューションズ」として連結子会社化[28]。
- 2021年（令和3年）4月1日 - カメラモジュール事業を「シャープセンシングテクノロジー」として分社化[29]。

## 特徴

### 製品
かつてのシャープは「先進的な部品を開発しその部品を元に特徴的な商品を生み出す」流れと、「商品に使われることによって部品の目標が明確になり性能が向上する」という流れの循環で成長しており、シャープではこれを「スパイラル戦略」と呼んでいる。さらにスパイラル戦略に加え、他社にない部品や商品を作り出す「オンリーワン戦略」も掲げている（両開き式の冷蔵庫やプラズマクラスター等が挙げられる）。
テレビでは、音声毎に色分けを行い、モノラル放送・外部入力は緑、ステレオ放送は黄色、二重音声は赤でチャンネル表示がされている（従来からあるアナログ専用のテレビ、アクオスではアナログ放送受信時の場合）。三洋電機のZ1などの80年代に発売されたブラウン管カラーテレビも全く同様の色分けであった。
ビデオデッキでは、VHS初の前面でカセットを出し入れ出来るフロントローディングや3倍モード時の画質劣化を抑える19ミクロンヘッド（1989年に初搭載した頃には通常モードにも切り替え可能）をいち早く搭載し家電メーカーで唯一コンポーネント端子やD1端子を搭載したS-VHSデッキを販売していた。VHS-C方式のビデオレコーダーは、先頭を切った日本ビクターに続き1982年7月16日に発売した。
パソコン黎明期においてMZ-80KやX1などを生産し、日本のパソコン業界大手の一社であった他、それらの一部は海外でも商品展開された。日本での参入はしなかったものの、8ビット機時代の共通規格であるMSX機もブラジルの現地法人「シャープ・ド・ブラジル」で製造、販売していたこともあった。その後、Windowsが台頭する時代になるにつれ、NECなど黎明期からの大手PCメーカーの他、大手家電メーカーや台湾メーカーなどがシェアを伸ばし、それに伴い、徐々に苦戦を強いられ、シェアは小さくなっていった。液晶の技術を活かしてノートパソコンの生産なども行っていた。インターネットAQUOSなどの個性的な商品を出すも総じてスペックの割に高価格で人気が出ず、デスクトップやノートパソコン等一般的なパソコンは生産を終了、ウルトラモバイルのみにラインナップは縮小されていったが、2010年10月21日、それらを含む同社のパソコン生産が終了したことが判明した。
映像分野にも伝統的に強く、CCDなどの撮像素子を早くから自社生産していた。自社ブランドでもデジタルカメラには本格参入することはなかったものの、ビデオカメラについてはアナログ時代から家庭用製品を大々的に展開。特に、現在ほとんどの製品が使用している、液晶モニタ付カメラ（それまではの製品にはファインダしか無かった）を「液晶ビューカム」の名で先鞭をつけたのは同社である。ただ、特許独占ができなかったため他社に追随され、家庭用ビデオカメラ市場そのものもデジタルメラやスマートフォンの動画機能に押されて頭打ちとなったこともあり、参入メーカーが減った家庭用ビデオカメラ市場からは、同社もすでに撤退している。
他の家電メーカーが相次いで石油ファンヒーター事業から撤退する中、唯一家電メーカーで石油ファンヒーター（除菌イオン付）の販売を継続していたが、2007年度春に撤退予定を発表した。同年3月に生産を完了し、撤退している。

### 他社との関係
早川金属時代から製造された「シャープラジオ」は海外に輸出されるほどに爆発的な売り上げを記録したが、トランスなどの部品は自主生産ができても真空管だけは自主生産できる余裕はなかった。そこで東京電気（後の東京芝浦電機→東芝）から「マツダ真空管」や時計内蔵型シャープラジオの「時計装置」の供給を受けていた。
早川電機に社名変更後、テレビジョンの生産が軌道に乗り出したと同時に真空管の自主生産を開始したことから、東芝からの真空管類の供給を打ち切ると同時に総合エレクトロニクス会社としてお互いに競い合う関係になって行った。
それから半世紀以上経った2007年、東芝とシャープは「液晶および半導体分野における提携」に合意し、2010年度を目処にシャープは東芝から液晶テレビ用システムLSIを約50％、東芝はシャープから32型以上のテレビ用液晶モジュールを約40％購入することを目標に両社の提携を再び交わしている。
ファミコンの商標は家電製品部門で第1681105号で登録されている（ゲーム機としては第1832596号で任天堂が保有）。この縁でファミコン関連製品がシャープから発売された。
1990年前後は消費者より「松下さんのシャープ」と呼ばれ、シャープの新製品が売れず後から発売した松下電器（現パナソニック）の製品がヒット商品になることが常であったが、コードレスホン、ワードプロセッサ、電子手帳（後のZAURUS）、液晶テレビなどの分野では松下を凌ぐ製品を売り出すことに成功した。

### 組織
組織の特徴としては、「緊急開発プロジェクト制度（緊プロ）」という1977年に作られた制度がある。この制度では社長直轄で複数の部署から人材が集まり、技術や開発に当たるチームが結成される。この制度によって部門にとらわれない自由な発想の商品を生み出す事ができると言われた。緊プロでは「電子手帳（後にZAURUS）」が開発された。
企業スローガンは、「Be Original」(2016年11月 - )  である。それ以前は、コピーライターの前田知巳が書いた「目指してる、未来がちがう。」（2010年1月 - 2016年10月） を使用していた。1990年 - 2009年までは、同じくコピーライターの仲畑貴志が書いた「目の付けどころが、シャープでしょ。」を使用していた。1998年からの一時期は「シャープになろう!」や「液晶でトキメキのある生活」に変更していたが、「液晶のシャープ」の印象が定着し、キャッチコピーとしての役割を十分に果たした事から、2002年になって知名度・好感度共に高かった以前のキャッチコピー「目の付けどころが、シャープでしょ。」を復活させた。キャッチコピーは他にも「確かに、シャープだ」、「元気な携帯電話！」、「はじまりはいつも、シャープから」など多彩で製品により使い分けられているが、最近は省エネをアピールする製品が多いため「エコロジークラスでいきましょう。シャープ」がよく用いられる。また過去のスローガンには「New Life Now」（業務用製品では「New Business Now」。どちらも70年代後半〜80年代前半）「New Life SHARP」「New Life People」(どちらも80年代後半）が存在した。
三洋電機同様、博覧会への出展には消極的で、国際博覧会に出展したのは1990年の国際花と緑の博覧会（花の万博、本社所在地の大阪市で開催）が唯一である。地方博を含めても1987年に本社がある阿倍野区に隣接する天王寺区で開催された天王寺博覧会のケースがあるのみである。大阪府吹田市で1970年に開催された日本万国博覧会（大阪万博）にも出展していない（シャープが属する三和グループは日本万国博覧会に出展したが、シャープはその共同出展企業に名を連ねていない）。これは奈良県天理市の総合開発センター立ち上げを優先させたもので、「千里より天理」というフレーズで語られている。また、地球環境問題が主なテーマとなった2005年日本国際博覧会（愛知万博、愛・地球博）への出展もなかった。太陽発電モジュールが設置された可能性はあるが発表されていない。
4代目社長の町田勝彦までは血縁者（会長、社長の娘婿）が歴代社長を務めていて「見えない血縁企業」と揶揄されていた。

### 工場
名阪国道および伊勢自動車道沿いに天理研究所と多気工場があり、亀山工場と併せて、液晶関連の主要拠点をなしている。2000年代に液晶テレビ専門工場であるシャープ亀山工場の所在地三重県亀山市に因んで「亀山産」の表記をしたところ安心感が買われ、爆発的に販売数を伸ばした（AQUOSのテレビCMなどで「世界の亀山モデル」を表記していた）。同工場の誘致にあたり、三重県90億円・亀山市45億円を15年分割で補助することになっており、地方自治体による工場誘致政策に大きな影響を与えた（参考：クリスタルバレー構想）。しかし2008年に入り液晶需要が減少すると、液晶生産を行う天理工場と多気工場の閉鎖と、それに伴う非正規従業員380名の削減を表明。12月12日の記者会見で、副社長井淵良明は「現在の市況の環境は厳しく、工場の再編に着手するには絶好のチャンスだ」と説明した。
2009年10月には、堺市に世界最大規模で第10世代マザーガラスに対応する液晶パネル工場を含むシャープ堺工場（グリーンフロント堺）を稼動させた。太陽光パネル及び液晶関連需要に対応し、旭硝子（現・AGC）、大日本印刷やコーニングなど液晶パネル関連部品を供給する企業19社も進出し、業種、業態を超えたビッグプロジェクトで、高効率と省エネ、太陽光発電などによる「世界最先端環境工場」を謳っていた。また、2010年3月には、同じ敷地内に薄膜シリコン太陽電池工場も稼動させ、急拡大が見込まれる世界的な太陽電池の需要拡大への対応を図っていた。

## 経営危機

### 2000年代の盛衰
2000年から2006年まで、太陽電池・太陽光発電のモジュール生産量は世界一であった。また、国内では唯一の宇宙開発事業団認定企業だった。後に環境先進企業を目指して太陽電池事業を強化している他、工場でも排水を100%再利用するなどの取り組みを行っている。
MM総研の発表では、2005年度（2005年4月 - 2006年3月）の国内携帯電話出荷台数シェアで、16.3%を確保して首位に立った。NTTドコモとソフトバンク（2005年度当時はボーダフォン）のみの供給であったにもかかわらず、カメラ付き携帯電話のパイオニアとして首位に立った。
同社の日本一のテレビブランド「AQUOS」の技術を採用した「モバイルASV液晶」を携帯電話のディスプレイに採用し、これも1つの人気となった。勢いで2005年にはウィルコムにスマートフォンW-ZERO3で参入し、爆発的ヒットとなった。さらに翌2006年9月にはKDDI、および沖縄セルラー電話（各auブランド）にもW41SHで参入した。また、サイクロイドスタイルというスタイルで人気となったワンセグモデル「AQUOSケータイ」が人気で2008年現在でソフトバンクモバイル向けに5機種、NTTドコモ向けに2機種、KDDI/沖縄セルラー電話向けに2機種、計9機種を納入している。
2007年3月からは携帯電話市場に新規参入したイー・モバイル（現・ワイモバイル）向けにもEM・ONEというPDA機能付端末の納入を開始した。これで現存する携帯電話・PHSの5社すべてに端末を納入しているのは同社のみとなった。2009年夏からはCCDカメラ1000万画素を搭載した高画質カメラ「AQUOS SHOT」を発表。同社が開発した高機能処理エンジンProPixカメラ技術と同社の液晶技術を取り入れた。
2000年代後半にはシャープ亀山工場、シャープ堺工場と次々に大規模工場を建設し「世界の亀山」ブランドを展開した。
しかし2008年のリーマン・ショックによる経営悪化や、液晶パネル製造でサムスンなどの韓国メーカー、台湾メーカーが台頭したことによる液晶の急速なコモディティ化により、一転シャープは苦境に陥る。その上、好調な時期に他社への供給よりも自社向けを優先したため他社からもそっぽをむかれ、下請けに対しても殿様商売をしていたためこちらからも十分な協力を得られなかった。地デジ特需も終わると、2011年からの4年間で総額1兆円以上の経営赤字を計上した。

### 鴻海と業務提携
2012年3月期決算でも大幅な赤字決算に陥る状況となり、台湾に本社をもつ世界最大のEMS企業である鴻海（ホンハイ）精密工業との業務提携に合意した。その結果、堺工場の液晶パネル、モジュールを同グループが最終的に50%まで引き取り、同工場を共同運営することとなった。鴻海側は、2012年7月に堺工場運営会社の代表取締役に就いただけではなく、亀山工場の分社化と経営参画を要求しているが、シャープ側は難色を示している。
また鴻海側はシャープの最先端独自技術であるIGZO技術を要求し、中国四川省成都に建設中の中小型液晶パネル工場での生産を予定している。これが提携の障害になっているとされている。9月25日、シャープはIGZOのスマートフォンとタブレット端末を発売するとともに、鴻海にIGZO技術を提供する方針だと報道された。それに伴い今年度中に亀山第2工場のIGZO生産比率を8割に上昇させる。
2012年9月現在長短併せて1.5兆円の資金調達が必要だとされた。好調時に市場から調達した資金の償還が2012年6月末で3600億円のCP残高を持ち、3ヶ月で償還を繰り返しているので、9月から償還が始まる。また2013年9月には、2000億円の転換社債の償還を迎える。格付けの多くが投機的等級になったため、市場から資金を調達できない。

### 競合他社への技術供与
シャープはサムスンへの技術流出の結果、サムスン電子が製造した半導体や液晶がシェア拡大していくことで、経営悪化の一因となったと言われている。
2012年、「週刊東洋経済」（2012年7月28日号）『元シャープ副社長の佐々木正氏の回顧』で、1970年代から佐々木正がシャープ在籍時に、NECの小林宏治とともにシャープの技術をサムスン電子へ技術提供し続けたことを明かした。
東洋経済の記事内で佐々木は「私個人は、「与えられるものどんどん与えて、感謝してくれればいい」と思っていた。少なくともシャープの味方にはなるだろうとね。ところが、李さんがトップを離れた時期に、サムスンがシャープを相手に特許訴訟を起こしたんです。あれはサムスンが情けなかった。」とサムスンを批判したものの、別のインタビューでは「日本半導体産業の敗因は、外に技術を漏らしたことではなく、自らが足を止めたことにあると考えている」として自身の責任については否定した。
2013年、サムスンとの提携を発表した際には再び技術流出の件について批判された。
ただしシャープの技術流出についてはサムスンだけでなく、社名は名指しはされていないが台湾メーカーについても同様の事態を招いたことが指摘されている。

### 人員整理
2012年上半期の連結決算では、企業存続の疑念が表明され、通期で4500億円の赤字の見込みと報道された（最終的に2013年3月期の純損失は-5453億4700万円に及んだ）。また自己資本比率が9.9%となり、有利子負債も約1.2兆円という状態が続いている。そのため希望退職を2千人応募したところ、3千人の応募があった。
それまでは人員削減はせず、工場勤務や関連会社への転勤を命じることにより自己都合退職者が出るよう人事があったことから「首切りのシャープ」と呼ばれていた。
シャープと連結子会社13社は1次取引先2,031社の他にも6,500社の取引先を持ち、従業員数は420万人に及んでいる。すでに8月末に希望退職を募集しているところもある。
2015年にも、追加の希望退職が実施された。9月30日、45歳から59歳の国内社員3234人が希望退職した
2016年、鴻海買収直後の決算発表においても、業績不振を理由に追加の人員削減方針が発表された。
- 格付（2015年7月1日現在）
  - 日本格付研究所 長期B+/ネガティブ、短期 -[要検証 – ノート][要出典]
  - 格付投資情報センター B-/ネガティブ、b[要検証 – ノート][要出典]
  - スタンダード＆プアーズ B-、B[要検証 – ノート][要出典]
- 格付（2016年1月12日現在[56]）
  - 日本格付研究所 長期B+、短期 -
  - 格付投資情報センター CCC+/ポジティブ（2月25日）[57]、C
  - スタンダード＆プアーズ CCC+、C

### 鴻海による買収
2016年2月4日、台湾の鴻海（ホンハイ）精密工業がシャープに対し7000億円超での支援の意向を示し、シャープは同日の取締役会で鴻海案を協議した。シャープは当初、官民官ファンドの産業革新機構からの出資を受け入れる方針だったが、支援額を上積みした鴻海案の採用に判断が傾いたと報じられて、翌2月5日には、シャープは鴻海との合意書を締結したと発表した。契約条件について協議を継続することや、鴻海が示した支援策の有効期限を同月末まで延長する内容であった。2月25日には、臨時取締役会で産業革新機構案よりも好条件の鴻海買収案を選択することを決定したが、偶発債務の発覚を理由に鴻海側から、買収契約の保留を受け渡される。最終的に、出資額の減額やリストラの受け入れなどの鴻海側に有利となる契約に改定され、1ヶ月超遅れて買収契約が4月2日に締結されることが、3月30日の鴻海の取締役会で決議された。
鴻海によるシャープ買収は、ここ数年鴻海の成長の鈍化があるともいわれる。2015年12月期の連結売上高（速報値）は前期比6%の4兆4830億台湾ドルであり、目標の10パーセントには届かなかった。
過去には2012年に鴻海がシャープに10%出資する案で合意したものの、その後の株価変動などの理由により中止、翌2013年には高橋興三が社長に就任し銀行からの支援を受けたものの立て直しができなかった。シャープが再建に鴻海案に傾いた理由としては、産業革新機構案が成長性の期待できない液晶事業を分社化し、社長を含む3首脳を退陣させる方針であるのに対し、鴻海案が現経営陣の継続と液晶事業、雇用の維持を約束するものである上に最大で3500億円の産業革新機構の支援に対し鴻海案が7000億円の支援であったことで、社外取締役の一部が革新機構案を選んだ場合に、株主に合理的な説明ができないことなどが指摘される。

### 債券の格付

#### 2012年
- 3月8日、格付投資情報センター（R&I）は、シャープの発行体格付けを上から5番目のA+からA-に2段階引き下げ、さらにネガティブとした
- 8月3日、ムーディーズは、格付けを1段階引き下げる。
- 8月中旬、日本格付研究所（JCR）（A+からA-）と格付投資情報センター（A-からBBB）は2段階、S&Pは1段階格付けを引き下げた。
- 8月20日、格付投資情報センターは長期格付を「A-」から「BBB」に2段階引き下げた上で、ネガティブとした（短期格付は「a-2」）。
- 8月31日、S&Pは長期債と会社格付を「BBB」から投機的等級の「BB+」に2段階引き下げ、引き続きネガティブとした。短期格付と国内CP格付はA-2からBに2段階（ノッチ）引き下げた。
- 9月5日、ムーディーズは短期債格付けをPrime-3から投機的等級のNot-Primeに引き下げたと発表した。
- 9月6日、フィッチ・レーティングスは、長期格付「BBB-」をネガティブウォッチとし、2段階以上の格下げの可能性も排除できないとした。
- 10月1日、S&Pは11月1日までにネガティブウォッチを解除する予定である[63]。
- 10月4日、日本格付研究所は、長期格付を「A-」から「BBB」に2段階引き下げ、さらにネガティブを継続する[64]。
- 10月15日、格付投資情報センターは15日、発行体格付けを「BBB」から2段階引き下げ、投機的水準の「BB+」にした[65]。国内格付機関が投機的格付にするのは初めてである。長期格付（MTN)はBBBからBBへ3段階、CPはa-2からa-3へ1段階下げ、3つとも引き続きネガティブ・ウォッチとする[66]。
- 11月2日
  - フィッチ・レーティングスは長期格付を「BBB-」から6段階下げて「非常に投機的」な水準の「B-」とし、引き続きネガティブとした[67]。
- 11月2日、格付投資情報センターは、発行体格付を「BB+」から1段階引き下げ「BB」とし、引き続きネガティブとした（長期格付は「BB」から「BB-」へ、CPは「a-3」から「b」へそれぞれ1段階下げた）[68][69]。
- 11月2日、日本格付研究所は「BBB」から1段階下げ「BBB-」とし、引き続きネガティブとする[70]。
- 11月5日、S&Pは、会社格付・長期格付を3段階下げ、「BB+」から「B+」にした。短期・CPは「B」に据え置くが、すべてネガティブ・ウォッチとする[71]。（11月22日、フィッチは、ソニーを3段階下げ「BB-」、パナソニックを2段階下げ「BB」とした。両方とも投機的で、ネガティブ・ウォッチとする[72]。）

### 時系列

#### 2012年
- 3月27日、台湾の鴻海（ホンハイ）精密工業との資本業務提携（2013年3月までに一株550円で670億円の第三者割当増資を予定。別に会長個人が堺工場を運営するシャープディスプレイプロダクト株式会社株式の46.48%を660億円でシャープから譲受）を決定。
- 4月1日、片山幹雄社長（54）が代表権のない会長に、次期社長に奥田隆司常務執行役員（58）が昇格する。町田勝彦会長（68）は相談役に退く。
- 6月28日、鴻海の会長の投資会社であるSIO International Holdings Limitedに堺工場を運営するシャープディスプレイプロダクト株式会社の一部株式を170億円で売却[73]。
- 7月12日、SIO International Holdings Limitedにシャープディスプレイプロダクト株式会社の一部株式を490億円で売却。6月28日分と合わせ、3月発表の計画通り売却完了。シャープディスプレイプロダクト株式会社は同月17日に堺ディスプレイプロダクト株式会社に商号変更[74]。
- 8月2日、5千人の人員削減[75]、3月期連結決算の下方修正（最終損益予想-300億円から-2500億円に）を発表[76]。
- 8月11日、液晶カラーフィルター事業の統合に伴う堺ディスプレイプロダクトの増資により、凸版印刷及び大日本印刷が株主に加わり、堺ディスプレイプロダクトはシャープの連結子会社から持分法適用関連会社に変更[77][78]。
- 8月15日、東証株価終値164円を記録した（1974年以来の38年ぶりの新安値）。
- 8月中、みずほコーポレート銀行と三菱東京UFJ銀行の主力2行は660億円をつなぎ融資[79]。
- 8月末、みずほコーポレート銀行と三菱東京UFJ銀行が計1500億円の根抵当権を設定した。売却予定の市ヶ谷ビルを除くほぼすべての事業所（工場や営業拠点など。堺工場も）におよぶ[80]。
- 9月14日、創業100周年を迎える。
- 9月24日、主要取引銀行に再建計画を提示した。内容は国内外での1.1万人の人員削減（500億円の削減）など2000億円のコストカット、シャープブランドのスマートフォンの鴻海の海外工場生産、携帯電話機事業の富士通との統合などである。この案で3600億円の融資を受ける見通しである[81][* 3]。
- 9月27日、主力取引銀行（みずほコーポレート銀行と三菱東京UFJ銀行）は再建計画を承認し、2013年6月期限で3600億円融資した[83][84]。
- 11月9日、2,000人のリストラ募集を5日前倒しで締め切る。退職は2,960人[* 4][86][* 5][89]。
- 11月13日、インテルが300-400億円、クアルコムが100億円程度出資すると共同通信が報じる[90][91]。
- 11月22日、鴻海に対し法的権利が生じる10%以上の出資を可能とする譲歩をすることを明らかにした[92]。
- 11月30日、海外テレビ工場3カ所（メキシコ、中国・南京市、マレーシア）を鴻海に550億円で売却することに大筋合意したと報道[93]。
- 12月4日、クアルコムとの提携と、12月27日に第三者割当増資で49億円を調達することを発表。クアルコム子会社のPixtronixの持つMEMSディスプレイ技術とIGZO技術との統合を目指す[94][95]。

#### 2013年
- 3月26日、2012年3月に合意していた台湾の鴻海精密工業グループへの第三者割当増資が行われないことを発表[96]。
- 5月14日、2013年3月期決算発表。最終赤字は5453億円となり、自己資本比率は6.0%に低下[97]。
- 6月25日、奥田隆司社長が退任。後任に高橋興三副社長が就任[98]。
- 6月28日、資本金を2123億円から500億円に減らす減資を実施[99]。
- 10月15日、公募増資により、1090億円を調達[100]。

#### 2014年
- 5月12日、2014年3月期決算発表。連結純利益115億円を計上し、2011年3月期以来の黒字転換を果たした。ただし配当については無配となった。自己資本比率は8.9%[101]。
- 8月28日、パイオニア株式会社との資本提携を解消[102]。
- 9月26日、欧州の液晶テレビ事業をスロバキアのUniversal Media Corporation（UME）社製テレビへのブランド供与に切替、欧州の白物家電事業の販売をトルコのVestel社に移管することを発表[103]。
- 12月19日、ポーランドの液晶テレビ生産子会社の出資持分をUME社へ譲渡することを発表。欧州のAV生産・販売事業から撤退[104]。

#### 2015年
- 5月14日、2015年3月期決算発表。連結営業損失480億円、連結純損失2223億円を計上し、再び巨額赤字に転落。自己資本比率は1.5%にまで低下。2016年3月期通期営業利益見通しは800億円としたが、純利益見通しは発表せず[105]。
- 6月30日、みずほ銀行・三菱東京UFJ銀行・投資ファンドに優先株を発行し、2250億円を調達。資本金を1125億円増加し2343億円とした上で減資を行い、資本金を5億円とする[106]。
- 8月21日、8月4日まで募集していた希望退職に国内連結子会社含め3,234人が応じる[107]。
- 9月28日、本社ビルと田辺ビルの土地建物を、それぞれニトリとエヌ・ティ・ティ都市開発に譲渡することを発表。148億円を特別利益に計上する。2016年3月に引き渡すが、2018年3月頃までは賃借して使用を継続する方針とされた（実際の経過は後述）[108]。
- 10月1日、社内組織を5つのカンパニー（コンシューマーエレクトロニクス・エネルギーソリューション・ビジネスソリューション・電子デバイス・ディスプレイデバイス）に再編する社内カンパニー制を導入[109]。
- 10月30日、2015年度第二四半期累計決算が、ディスプレイデバイスの業績悪化などで連結営業損失251億円、連結純損失836億円となる[110]。
- 11月20日、全社員（17,436人）を対象とした、自社製品購入を促す「シャープ製品愛用運動」を開始。また、専用サイト「特別社員販売セール」を開設し、役員20万円、管理職10万円、一般社員5万円を目標とした自社製品の購入の呼びかけが始まる。[要検証 – ノート][111][112][113]。
- 12月25日、株価が10年来安値の108円となる。

#### 2016年
- 1月6日、メキシコの液晶テレビ生産会社を、中国の家電大手Hisense（海信）社に27億円で売却。これに合わせて米州の液晶テレビ事業をHisense社製テレビへのブランド供与に切替[114]。
- 2月4日、2015年度第三四半期累計決算が、連結営業損失290億円、四半期純損失1083億円となる[115]。
- 2月25日、経営支援の受け入れを協議する臨時取締役会において、産業革新機構によるシャープと東芝の家電部門の統合案を退け、鴻海による買収提案を選択。一方、鴻海は前日に渡されていた偶発債務のリストに懸念を示し、買収契約の調印を保留すると回答した[116]。
- 3月30日、鴻海の取締役会が買収を決議。鴻海グループで第三者割当増資を3888億円で引き受け、議決権の66%を握る筆頭株主となる。業績悪化や将来負債となる恐れのある偶発債務を踏まえ、出資を当初予定の4890億円から1000億円程度減らした[117]。シャープも臨時取締役会で出資の減額などを受け入れた。2016年3月期通期連結営業損益見通しを1700億円の赤字に下方修正[118]。
- 3月31日、シャープ新潟電子工業株式会社の全株式を同社及び経営陣に5億9千万円で譲渡[119]。
- 4月2日、鴻海グループと株式引受契約を締結。
- 5月12日、決算発表において債務超過が発表され、東証1部より2部へ指定替えされることとなる[20]。また、堺工場への本社移転と鴻海グループ副総裁の戴正呉が新社長となることが正式に発表された[120][121][122]。
- 7月1日、堺市堺区の堺工場へ本社を移転。
- 8月1日、東証2部へ指定替え。
- 8月12日、鴻海グループへの第三者割当増資が実行され、鴻海精密工業の子会社となる。資本金は50億円となる[123]。

## 鴻海による改革と上場復帰
シャープ社長に就任した戴は、信賞必罰の人事と事業のビジネスユニット単位での収益責任明確化（「分社化」と報じられたが、実際には後述の通りカンパニー制を廃止した）をおこなうと宣言した。
2015年10月より導入されたばかりの社内カンパニー制（5つのカンパニーを設置）を、買収直後の2016年に液晶ディスプレイのカンパニーを除いて廃止し、6事業部に再度組み直した。
最も重要とされた信賞必罰の人事制度では、ボーナスを社員の成果や営業成績ごとにかつての1.5倍差から1-8ヵ月に最大8倍差に分けることや新入社員でも優秀なら入社半年後から大幅な給与引上げなどを実施した。人事委員会の設置や等級・給与制度、管理職も能力主義で降格のように刷新し成果を上げた。
さらに、予算300万円以上の案件を社長決裁としたり、出張先も含めたテレビ会議の利用などの施策を導入し、東京証券取引所の2部降格から2017年12月7日に東証1部に1年4カ月の短期間復帰を果たした。
戴は、経営譲渡前の2015年に売却された旧本社および隣接する田辺ビルについて「シャープの歴史がある場所」と買い戻しに意欲を示し、田辺ビルは社長就任直後の2016年9月に139億円でエヌ•ティ•ティ都市開発から再取得した。しかし、旧本社ビルの買い戻しは実現せず、2017年に建物が解体された。田辺ビルには2019年2月にショールームがあべのハルカスから移転入居し、2021年度に再開発を実施する予定とされた。一方ニトリが取得した旧本社跡地には、ニトリの新店が建設されることになり、2023年4月に「西田辺店」として開業した。
2020年には、唯一残ったカンパニーであるディスプレイデバイスカンパニーを同年度中に分社化することを発表し、同年10月より「シャープディスプレイテクノロジー」として分社化された。
シャープディスプレイテクノロジー（現在の堺ディスプレイプロダクト）は鴻海傘下となった後、サモア籍の投資ファンドWorld Praise Limitedの手に渡った。World Praise社は会長の戴正呉が過半を出資するファンドである。シャープは2022年2月に残りの20%の株式についても全て売却する方針を打ち出していたが直後に撤回し、一転して再子会社化を決定した。当初から市場ではレッドオーシャンと化したディスプレイ市場への参入は疑問視されており、株価は鴻海買収前の水準に低迷した。2023年3月期決算においてシャープは200億円の巨額赤字に転落した。2023年5月には55歳以上の管理職約700名を対象とする早期退職制度の導入を発表した。シャープは再成長に向けて「アセットライト化」を推進するとしており、事業の切り売り・撤退や資産の売却を進める方針を打ち出している。堺本社工場で生産していたテレビ向け液晶を生産を2024年8月に終了。同年12月には堺本社工場の敷地面積の6割をソフトバンクに売却することを発表。さらに本社工場棟も積水化学工業に2025年10月に売却することを決定し、KDDIにも工場跡の土地建物を売却しAIデータセンターを建設することで基本合意した。2024年12月に鴻海の子会社Fullertainにカメラモジュール事業を売却することでも合意した。

## 主要商品

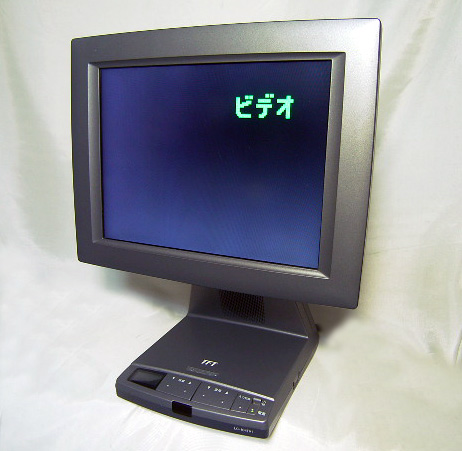
日本初の10.4インチTFT搭載
液晶テレビ「ウィンドウ」1995年

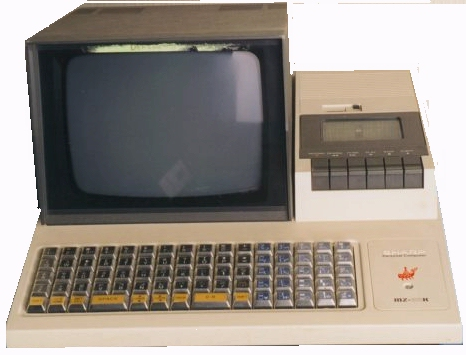
セミキットのパーソナルコンピュータ。
MZ-80K

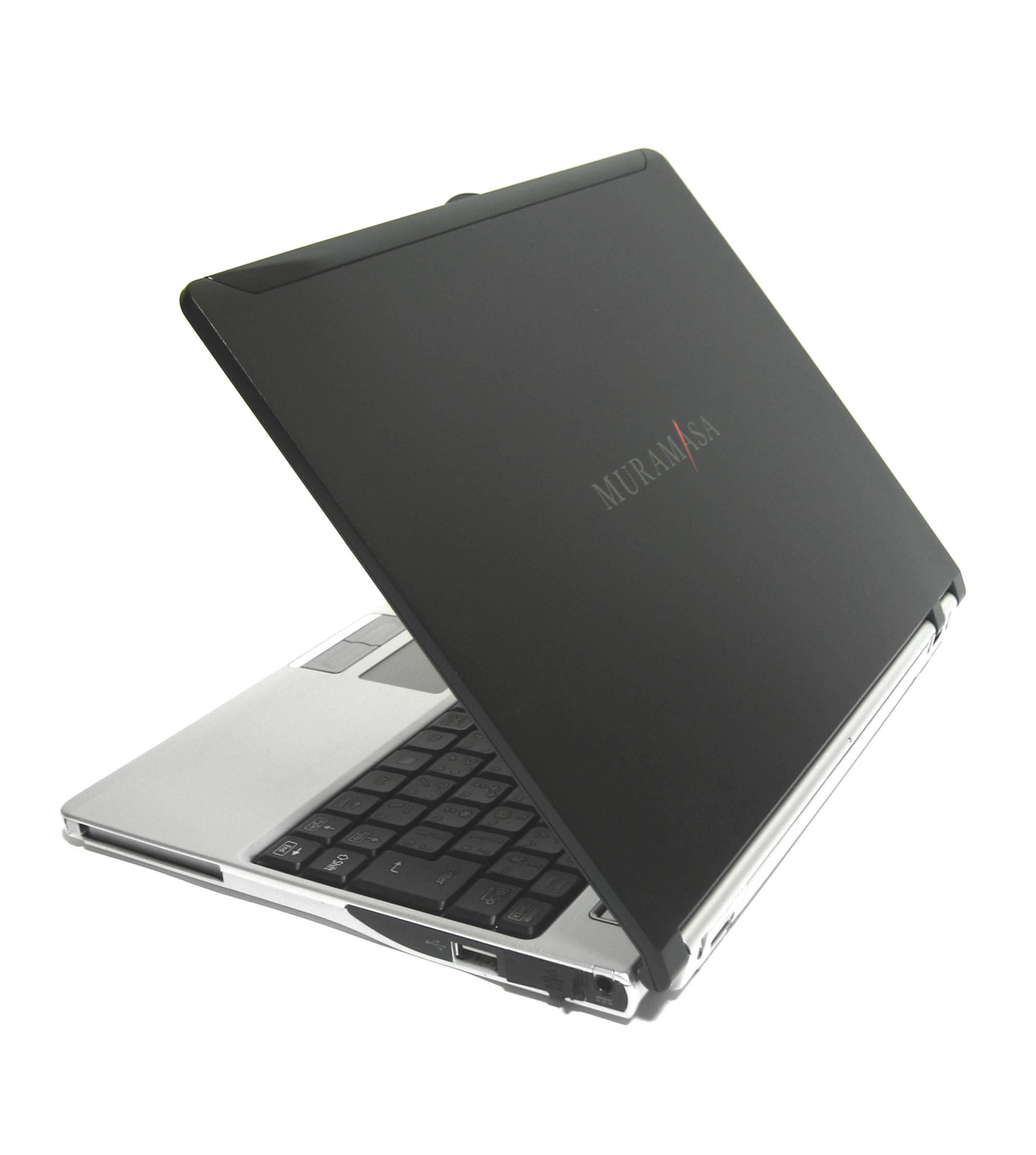
モバイルノートパソコン
Mebius MURAMASA

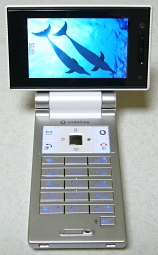
初代AQUOSケータイ
Vodafone 905SH

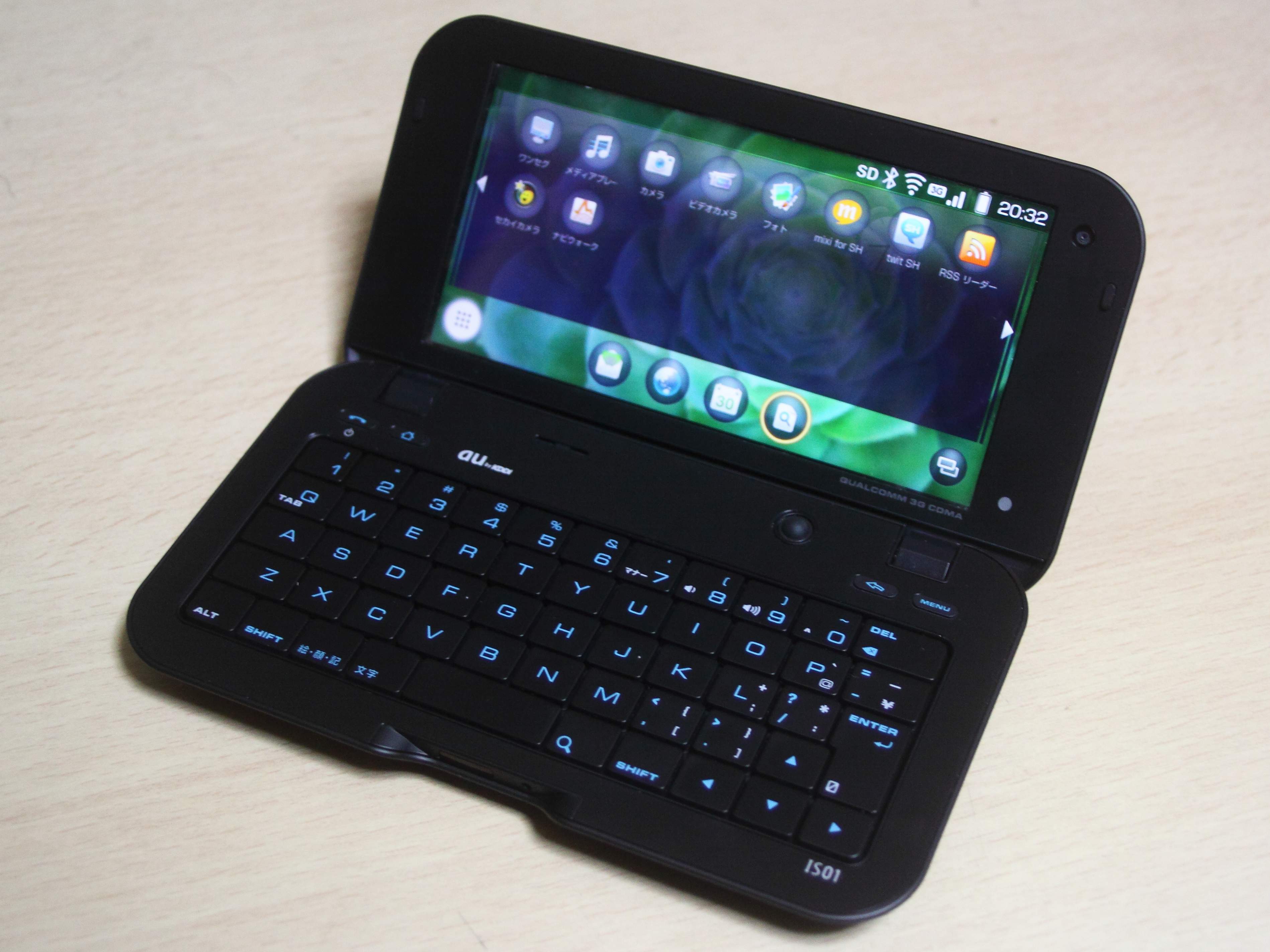
国内初のAndroid搭載スマートブック
au IS01（SHI01）

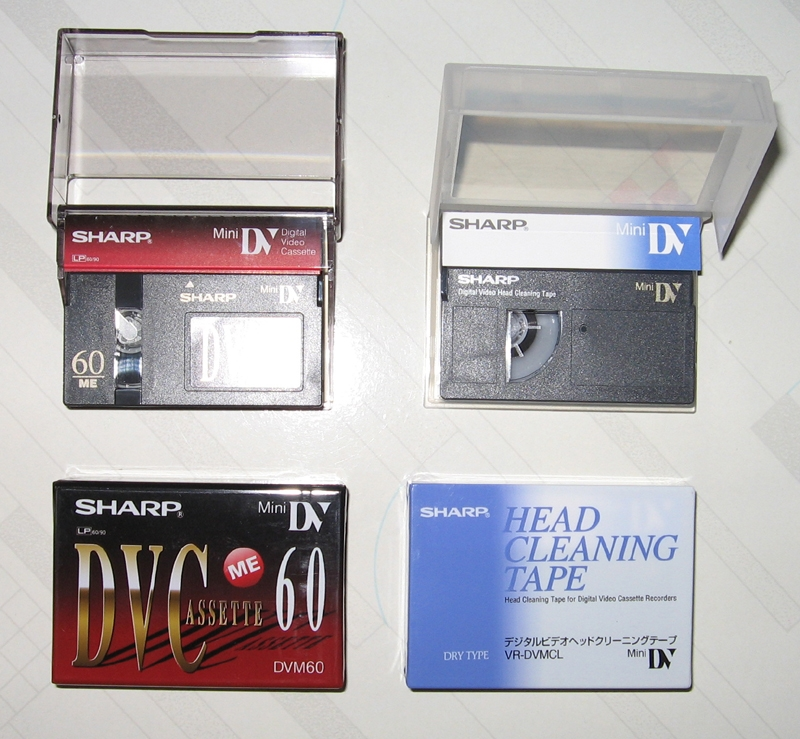
シャープ製記録メディアの例

下記に製品カテゴリー別に記述する

### 映像音響機器
- 液晶テレビ「AQUOS」
- BDレコーダー
- DVDレコーダー - 同社はDVD-RW陣営のため、競合規格のDVD-RAMは再生のみの対応。
- DVDプレーヤー
- ビデオテープレコーダー
- ホームシアターシステム
- ブラウン管テレビ - ブラウン管部分はOEM供給を受けている。
- 液晶カラーモニター
- 家庭用カムコーダー「液晶ビューカム」（DVカメラ2機種は 生産終了 [要検証 – ノート]） - 初期モデルはニコンにOEM供給され、「液晶トリム」として発売されていたことがあった。
- 1ビットデジタルオーディオ「Auvi」
  - ミニコンポ
  - MDラジカセ
  - 1ビットデジタルアンプ（単品）
  - スピーカーシステム 他
  - ポータブルMD機器「MD-J」「Auvi」
- ボイスレコーダーなどメモリオーディオ
- ヘッドホンやマイク、ケーブルなどの各種オーディオ・ビデオアクセサリー
- 記録メディア
  - Blu-ray Disc - AQUOSブルーレイ売り出し。原料産地の一つである中東 アラブ首長国連邦で製品化まで行っており、他社商品と異なり製造段階で録画に必要な初期フォーマットまで済ませている。
  - DVテープ
- 携帯電話・PHS
  - いわゆるガラケーおよびフィーチャーフォン - AQUOSケータイ参照
    - ワンセグ対応携帯電話「AQUOSケータイ」
    - 高画質カメラ搭載携帯電話(CCD1000万画素以上)「AQUOS SHOT」
    - Android搭載携帯電話「AQUOS K」

  - スマートフォン
    - 「AQUOS PHONE」 - Android搭載端末
    - 「AQUOS ZETA,SERIE,Xx,R」 - Android搭載端末
    - その他のブランド  - Android搭載端末
    - 「EM・ONE」 - Windows MobileOS搭載端末
    - 「W-ZERO3」 - Windows MobileOS搭載端末
    - 「LEITZ PHONE 1」
    - 「LEITZ PHONE 2」
    - 「LEITZ PHONE 3」

  - 「RoBoHoN」 - Android搭載ロボット型端末

携帯電話・PHS各機種についてはCategory:携帯電話端末 (シャープ)および各通信事業者のページを参照

### 情報機器
- 家庭用パソコン
  - MZシリーズ（現在は生産終了）
  - X1シリーズ（同上）
  - X68000シリーズ（同上）
  - メビウスシリーズ（同上）
  - インターネットAQUOS デスクトップパソコンのブランドで、テレビ同様AQUOSブランドで発売。同社では「パソコンテレビ」と位置付けている。2007年以降販売は行ってはいるものの新製品は出ていない。
- パソコン用ソフトウェア
  - ベクター形式のWebアニメーション（「EVAアニメータ」「E-アニメータ」）
- スマートブック
  - NetWalker - Ubuntu搭載端末
- PDA
  - ザウルス
  - 電子手帳
- タブレット端末
  - 「GALAPAGOS」
  - 「SH-07C」
  - 「WILLCOM D4」 - Microsoft Windows Vista搭載端末
  - 「AQUOS PAD」 - Android搭載端末
  - 「Mebius PAD」 - Microsoft Windows 8搭載端末
  - 「RW-16G1」 - Microsoft Windows 8搭載端末
- パソコン用プリンターやスキャナーなど各種DTP関連機器
- ポケットコンピュータ（ポケコン）
- ワードプロセッサ（ワープロ）「書院」（現在は生産終了）
- 電子辞書「Brain（ブレーン）」・「Papyrus（パピルス）」
- 電卓「エルシーメイト」（大型電卓の「コンペット」はプリンタ付を除き生産終了。新製品は2005年以降出ていない）
  - 関数電卓
- 家庭用ファクシミリ
- 留守番電話機、コードレス電話機

### 生活家電
- エアコン
- 加湿機
- 加湿空気清浄機
- 空気清浄機
- 除湿乾燥機「コンビニクーラー」
- 扇風機「スリムイオンファン」
- プラズマクラスターイオン発生器
- ヘアドライヤー
- 掃除機
- 洗濯機 - 穴無し槽はシャープの特許
- LED電球
- ウォーターオーブン「ヘルシオ」

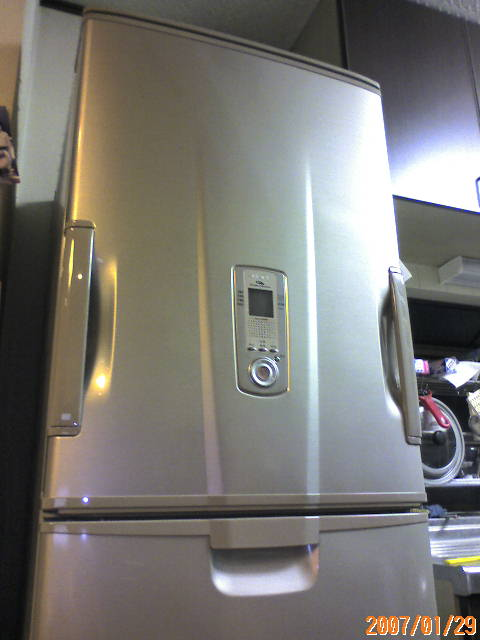
両開きドア採用の冷蔵庫

- 電子レンジ - 電子レンジの加熱終了音（いわゆる「チン」）を生み出したのはシャープである。（電子レンジ#電子レンジによる調理の表現参照）
- 冷蔵庫 - 同社冷蔵庫の特徴である両開き扉についてはシャープが特許を保有している。

### 太陽光発電システム
- 「SUNVISTA」

### 家庭用テレビゲーム機
- ファミコンテレビC1（現在は生産終了）
- スーパーファミコンテレビSF1（同上）
- ツインファミコン（同上）
- ファミコンステーション（同上）
- 編集ファミコン（同上）
- X1 Twin（HE-SYSTEMを同社X1シリーズの筐体に搭載したもの）
- ゲームボーイシリーズ液晶画面
- ニンテンドーDSシリーズ液晶画面
- PSP液晶画面

### プロフェッショナル機器
- デジタルサイネージシステム
- 電子黒板「BIG PAD」
- 業務用液晶カラーモニター
- デジタル複合機
- 業務用パソコン
- 業務用タブレット
- ハンディターミナル
- 電子レジスタ（2023年生産終了）
- POSシステム
- 業務用コピー機：コンビニエンスストア「ファミリーマート」「ローソン」「ミニストップ」「ポプラ」などで使用されている。
- FAシステム
- 業務用プラズマクラスターイオン発生器
- 業務用調理機器
- 業務用生ごみ処理機
- 産業用太陽光発電システム
- コンピュータボウリングシステム　1987年に大阪府の桜橋ボウルにコンピュータボウリングシステム「CS-1」を導入
- 業務用8Kカムコーダー[139]
- コインランドリー向けドラム式洗濯乾燥機：主にビジネスホテルに設置されている機種を製造しており、一般家庭用の機種をベースとしている。

### プラズマクラスター
シャープでは、プラズマクラスターにはイオンの力による空気の浄化や消臭といった効果があると主張していた。しかし、2012年11月28日、消費者庁はシャープに対し、掃除機に搭載するプラズマクラスターがアレルギー原因物質を分解すると表示していたが、実際の効果はないとして、再発防止命令を出した。

## 国内主要工場・研究所所在地
シャープでは現在、機密保持などの理由から工場の見学は原則として受け付けておらず、工場そのものをブラックボックス化した。これに加えて公式サイト上でも国内拠点に関する詳しい情報を削除し、事業領域の説明にとどめている。（記載内容はマスコミ報道による)

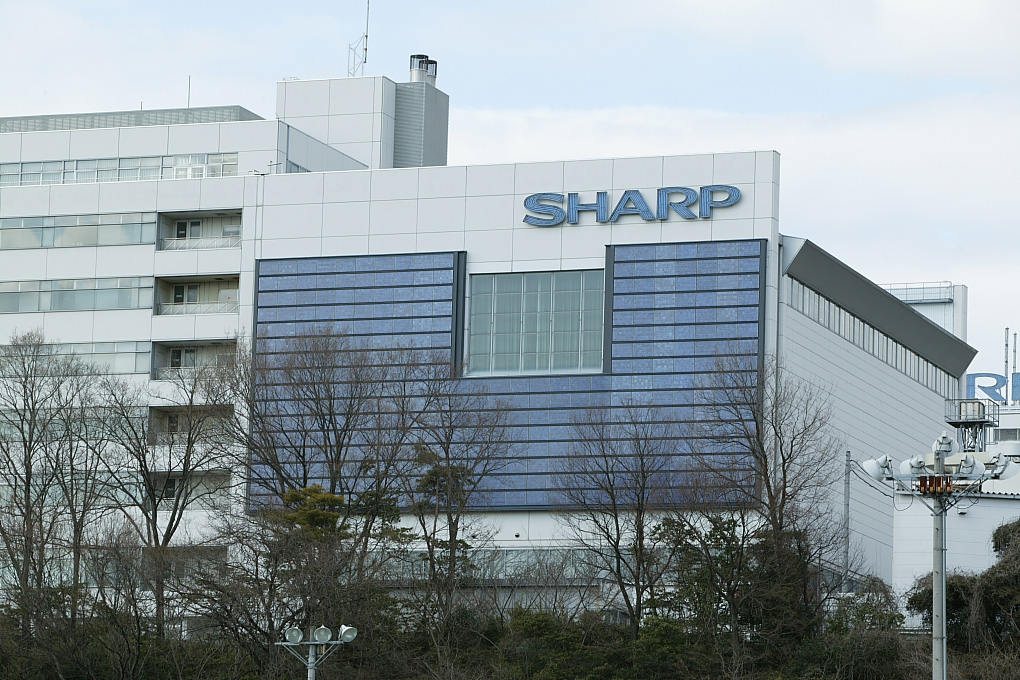
総合開発センター

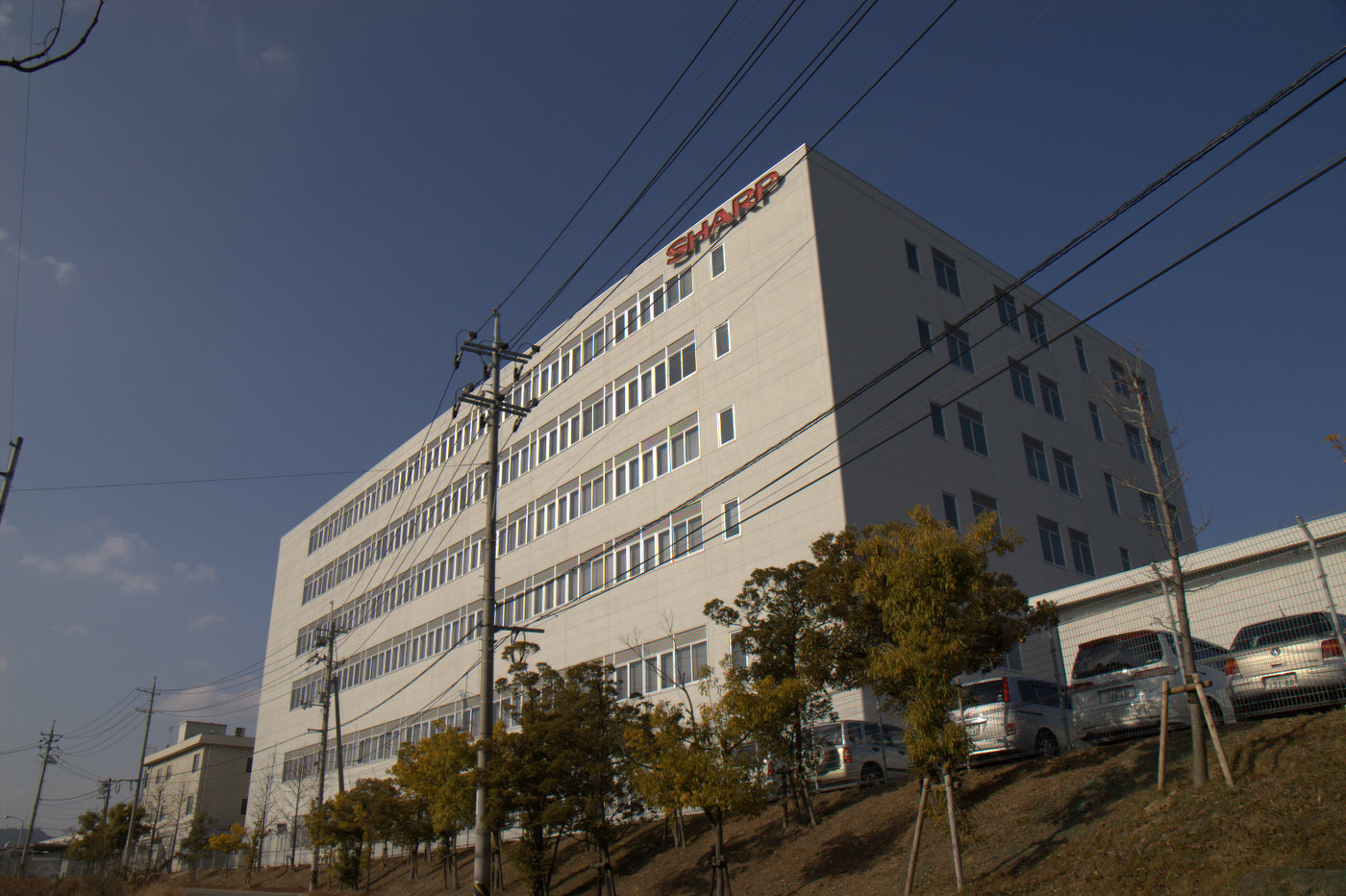
広島工場

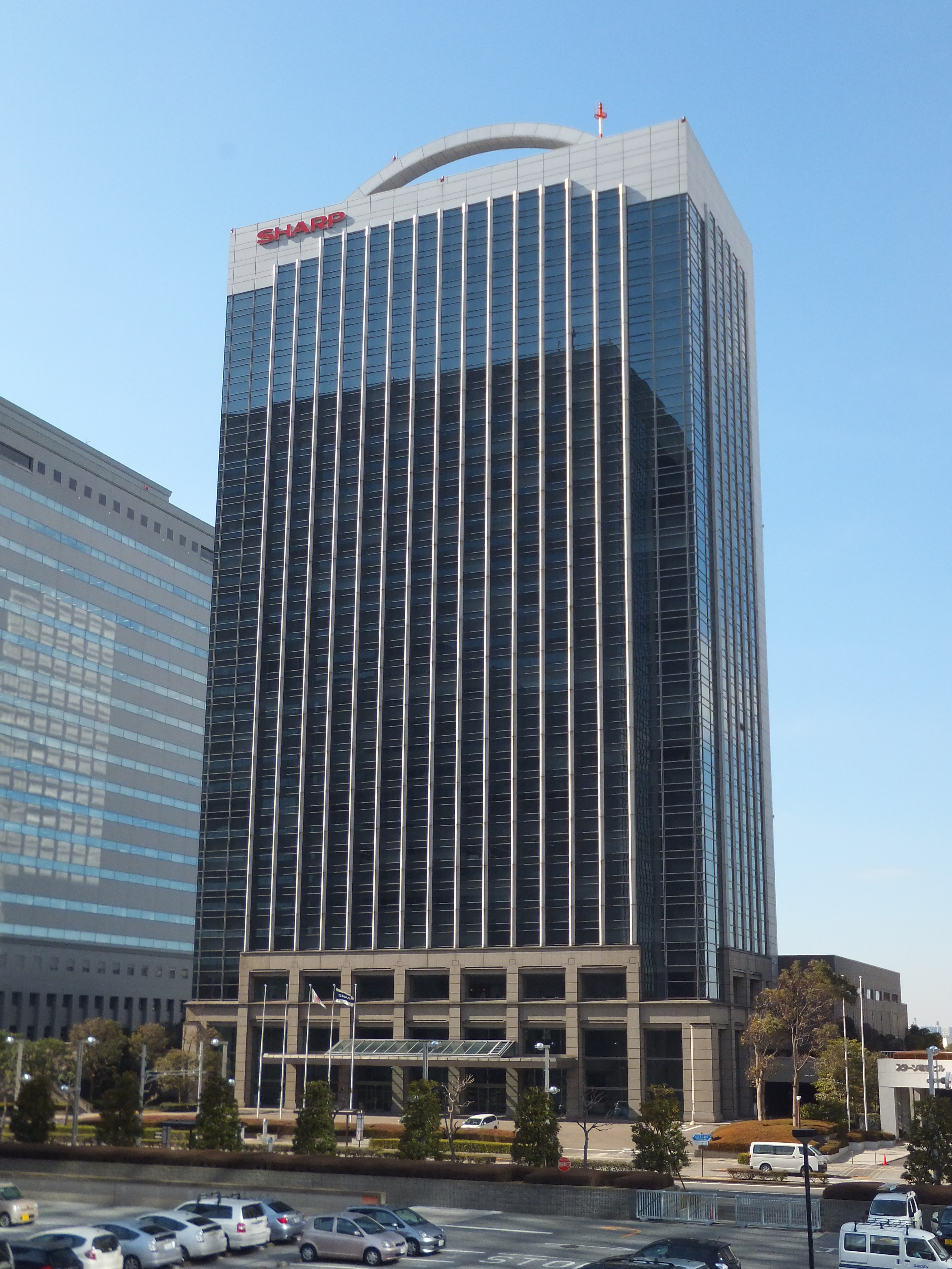
シャープ幕張ビル

### 千葉県
- 東京支社幕張ビル（千葉市美浜区、1992年7月完成）

### 栃木県
- 旧：栃木工場（矢板市早川町）（2018年生産終了。現在は修理・物流センターのみ稼働。所在地の「早川町」は旧社名にちなむ）

### 三重県
- 亀山第2工場（亀山市）タブレット端末用液晶、ニンテンドー3DSLL用パネル、IGZOパネル（旧AQUOS液晶テレビ生産を転換）
- 三重工場（多気郡多気町、2025年アオイ電子に売却）
  - コロナウイルス感染症の流行に伴うマスク不足に対応するため、2020年3月中旬から空きスペースを活用してマスクの生産を開始する[149]。日産15万枚でスタートし、50万枚まで増産する予定である[149]。
- 三重第2工場（多気郡多気町、1998年生産開始、2024年生産停止、アオイ電子に売却）
- 三重第3工場（多気郡多気町、2025年生産終了を発表)

### 奈良県
- 総合開発センター（天理市）
- 天理工場（天理市）・エコシステムの研究開発、デバイス開発
- 奈良工場（大和郡山市）・AV機器組立、複写機

### 大阪府
- 八尾工場（八尾市）・白物家電（エアコン、冷蔵庫など）

### 広島県
- 広島工場（東広島市）・スマートフォン、ワイヤレス機器
- 福山工場（福山市）・電子デバイス（半導体・レーザーデバイス）

## 国内子会社
- シャープマーケティングジャパン株式会社（八尾市）
- シャープサポートアンドサービス株式会社（千葉市美浜区）
- シャープワンストップサービス株式会社（八尾市）
- シャープエネルギーソリューション株式会社（八尾市）
- シャープ米子株式会社（鳥取県米子市）
- シャープディスプレイマニュファクチャリング株式会社（三重県津市）
- シャープディスプレイテクノロジー株式会社（三重県亀山市）
- 堺ディスプレイプロダクト株式会社（大阪府堺市）
- シャープNECディスプレイソリューションズ株式会社（東京都港区）
- シャープセンシングテクノロジー株式会社（奈良県天理市）
- カンタツ株式会社（東京都品川区）
- シャープ福山レーザー株式会社（広島県福山市）
- シャープセミコンダクターイノベーション株式会社（奈良県天理市）
- 株式会社SHARP COCORO LIFE（八尾市）
- 株式会社AIoTクラウド（東京都江東区）
- ScienBiziP Japan株式会社（大阪市阿倍野区）
- Dynabook株式会社（東京都江東区）
- Dynabook多摩情報機器株式会社（東京都立川市）

## 代理店
RS Technologies、因幡電機産業 、明治電機工業 、菱洋エレクトロ 、スズデン 、鳥羽洋行等が上場している代理店である。

## テレビ番組
- 日経スペシャル ガイアの夜明け 我が家が発電所～急成長する太陽電池～（2007年1月30日、テレビ東京）[151] - 太陽電池市場の世界シェアNo.1の戦略を取材。

## CM放送

### 通常版
- 2009年3月まで、地上波レギュラーで提供していたテレビ番組は「土曜プレミアム」（フジテレビ・筆頭スポンサー）と「報道ステーション」（テレビ朝日）の毎週月曜日のみであった（以前「大改造!!劇的ビフォーアフター」を提供していたが、ウッドワンの提供枠拡大と交換に一時毎週水曜日にも提供していたが、2006年3月末で一時降板）。しかし、2009年3月期の決算で業績を大幅に落としたため、「土曜プレミアム」・「報道ステーション」ともスポンサーを降板。
- 一社提供枠消滅後、数年間はお正月3が日を中心に吉永小百合をCMタレントで起用した長秒CMだけを流していた時期もあったり、「NNNきょうの出来事」（日本テレビ）のスポンサーとして提供していた時期もあった（2002年頃 - 2004年3月）。フジテレビ系では、「クイズ!ヘキサゴンII」、「クイズ$ミリオネア」（PT扱い）などの番組で提供される。フジ系で30秒枠の場合、提供クレジットが表示されない事が多い。
- 2009年4月からは当面スポットCMやPT（パーティシベーション）でCM契約を続け、2010年10月頃からは1年半ぶりのレギュラーとして、テレビ東京が放送する『ワールドビジネスサテライト』のスポンサーとなった。
- スポットCMは2週間で集中的に放送されており、1週目は30秒で、2週目は15秒で放映されていることが多い（一部例外もあり）。
- 2009年頃、佐藤隆太と水川あさみが登場するプラズマクラスターエアコンのCMで、放映時間が5秒という非常に短いものが放映されていた。
  - 5秒CMは、「本編1 → 民放各局のイベント等の宣伝（地上デジタルテレビ放送告知CMが中心） → 本編2」という、合計15秒構成で放送される。

### 特別版
- 「納得コマーシャル 日本一短いクイズSHOW シャープに答えて!」（「納得コマーシャル シャープに答えて!」）
  - 『笑っていいとも!増刊号』（2003年4月〜2006年9月、フジテレビ系）、『笑っていいとも!』（2006年11月から金曜日、同）、土曜プレミアム（同）など一部の番組内においてクイズ番組形式の60秒（2003年4月〜2006年9月は90秒）CM「日本一短いクイズSHOW シャープに答えて!」が放送されていた。司会はラサール石井（ピンク）で、解答者は磯野貴理（赤）、伊集院光（オレンジ）、山口もえ（緑）、さまぁ〜ずの三村マサカズ（青）の4名（山口もえが産休の時は緑の席にさまぁ〜ずの大竹一樹がピンチヒッターとして登場する）。因みに後ろに居る観客席は48名。クイズ形式で自社の家電製品をプレゼンテーションする。内容は1カ月ごとに更新される。また、このCMの完全版はUSENが展開するパソコンテレビ『GyaO』のコンテンツの一つにもなっており、「日本一短いクイズSHOW シャープに答えて!オリジナル完パケ版」（放送時間5分）として随時更新されていた。ナレーターは真地勇志（2003年4月〜2005年3月は大森章督）。2008年10月からはハイビジョン製作。
- 「日本一縦に長いクイズSHOW シャープに答えて!」（店頭限定）
  - 前述の応用編として、店頭向けにラサール石井と磯野貴理のみが登場するバージョンもある。タイトル通り、テレビを縦長にして映像を流している。こちらでは、最初にクイズが出されて（問題は紹介する商品に関連する物で4択）正解を発表した後、「日本一SHARPなタッチモニター」の磯野が司会のラサールに商品を説明する設定になっており、2007年3月現在は「愛情ホット庫搭載冷蔵庫編」「愛情Ag+ドラム洗濯機編」「愛情気流エアコン編」の3バージョンを一部家電店のシャープ商品設置コーナーで見ることができた。
- 「シャープ なるほど劇場」
  - 2008年12月から出演は佐藤隆太、水川あさみの2人

### 提供番組

#### 現在の提供番組
- ZIP! - 日テレ系列・水曜7時最終ネットセールス枠

※上記以外にも、不定期・週替わりとして他の番組提供する事がある。

#### 過去の提供番組
（1社提供・複数社提供含む）
- 金の歌銀の歌 - 民放ラジオ局、テレビ局による企画ネット番組。
- シャープ劇場 あしたは日曜日 - 日本テレビ系列
- 薩摩飛脚 - ytv制作、日本テレビ系列
- シャープクライマックス 人生はドラマだ - 日本テレビ系列
- しゃっくり寛太→続しゃっくり寛太 - ytv制作、日本テレビ系列
- うちの奥さん 隣のママさん - ytv制作、日本テレビ系列
- 月曜スター劇場 - 日本テレビ系列
- シャープコミカルス・ちゃりんぼ兄弟 - 関西テレビ製作・フジテレビ系列全国ネット
- みんなで夢を! - フジテレビ系列全国ネット
- あなた出番です! - 日本テレビ系列全国ネット
- まわる!まわる!クッキング - 毎日放送制作・TBS系列全国ネット
- 水曜10時ドラマ (第1期)  - 毎日放送制作・TBS系列全国ネット
- 月曜ロードショー - TBS系列全国ネット
- 水曜ロードショー - TBS系列全国ネット PT扱い後、提供クレジット表示
- 世界ウルルン滞在記 - 毎日放送制作・TBS系列全国ネット
- 土曜ワイド劇場 - テレビ朝日系列全国ネット
- シャープ・スターアクション - 日本テレビ系列全国ネット
- SHARPクイズでクイズ - 日本テレビ系列全国ネット
- SHARPワールドドキュメント・世界のこれがNo'1 - 日本テレビ系列全国ネット
- ワールドビジネスサテライト - テレビ東京系列ネット
- パソコンサンデー - テレビ大阪制作、テレビ東京系列ネット
- ist登場 - テレビ大阪制作、テレビ東京系列ネット
- SHARPワールドクイズ・カンカンガク学 - 日本テレビ系列全国ネット
- SMAP×SMAP - フジテレビ系列全国ネット
- シャープと共に - ラジオ沖縄で放送された番組。系列家電卸売会社「沖縄シャープ電機」の一社提供
- 報道ステーション - テレビ朝日系列全国ネット（木曜、以前は月曜に提供時期あり）
- 平成仮面ライダーシリーズ - テレビ朝日系列全国ネット
- バイキング-フジテレビ系列
- JNNニュースの森（土曜日、1990年頃、PT） - TBS系列
- FNNニュースレポート23:00（土曜日のみ23:30） - フジテレビ系列、PT

など多数。

## 企業キャラクター（マスコットキャラクター）
社名が早川電機だった昭和30年代に「シャープ坊や」がおり、シャープテレビの琺瑯看板やカタログに登場していたが間も無く姿を消した。1990年代より「リッキーくん」というキャラクターが登場し、2003年頃に方針の変更により表舞台から姿を消したが、その後もメビウスのマニュアルやEVAアニメータなどで姿を確認する事ができる。因みに父親や母親などの家族も設定されていた。

## 系列店新戦略
1958年頃に「シャープフレンドショップ」と呼ばれる自社製品のみを扱う系列電器店が発足するが、量販店や他社系列店に圧されたり後継者難・経営者の高齢化等で店舗数は伸び悩んでいた。そこでシャープは2007年11月15日、これまでとは異なる新しいシャープ系列店、シャープ・バリュー・パートナー・グループ（SVPG）という新しい計画を発表した。これは量販店の安値攻勢による製品価格大幅下落の防止と、認知度が他社製品より大幅に低いといわれているシャープ製の白物家電のイメージアップにつなげるべく、発足当初からある全国約2千店のシャープ フレンドショップの再編と、他社系列店の取り込みを図る計画である。

## トラブル・不祥事

### 申告漏れ
2012年には、海外子会社との取引などを巡り、2011年3月期までの5年間で約54億円の申告漏れ（うち15億円以上は意図的な所得隠しとされた）があったと、大阪国税局から指摘されていたことが判明している。また2015年にも、2014年3月までの3年間にわたり、約103億円の申告漏れ（うち12億円は所得隠しとされた）を同国税局から指摘されていたことが明らかになっている。

### 他社製品を値踏み
任天堂が「ミニスーパーファミコン」を発表し話題になると、シャープ製品の公式ツイッターが「ミニスーパーファミコン」に収録されているソフトに対して私（アカウント運営者）の思い出を価値に換算すると発言し値踏みした。中には価値0円と付けたソフトもあり、炎上し始めると誤解を招いたとして「価値0円は未購入である」と訂正をしたが、他社製品を公式アカウントで値踏みしていること、任天堂の公式アカウントにリプライしていることなどが問題だと批判が殺到しさらに炎上したため、問題のツイートは削除された。しかしそれでも批判はやまず、全国紙やネットメディアも報じ拡散されたため、シャープは不快な思いをさせたと謝罪文を投稿した。騒ぎが大きくなったことを受け、2017年7月11日に同社は、関係者に迷惑を掛けたとして、該当のアカウントを閉鎖することを決めた。

### 子会社の不正会計
2021年3月12日、スマートフォン向けのカメラレンズの製造子会社「カンタツ」で、2018年4月～20年9月に架空計上などで売り上げを75億円水増しする不正会計があったと発表した